# Itabi
Itabi est une ville brésilienne du nord de l'État du Sergipe.

## Géographie
Itabi se situe par une latitude de 10° 07' 33" sud et par une longitude de 37° 06' 10" ouest, à une altitude de 172 mètres.
Sa population était de 4 736 habitants au recensement de 2007. La municipalité s'étend sur 195 km2.
Elle fait partie de la microrégion du Sertão du São Francisco, dans la mésorégion du Sertão du Sergipe.